# Усть-Мосіха
Усть-Мосі́ха (рос. Усть-Мосиха) — село у складі Ребріхинського району Алтайського краю, Росія. Адміністративний центр та єдиний населений пункт Усть-Мосіхинської сільської ради.

## Населення
Населення — 1261 особа (2010; 1465 у 2002).
Національний склад (станом на 2002 рік):
- росіяни — 92 %